# マルトゥニ地区 (ナゴルノ・カラバフ自治州)
マルトゥニ地区（マルトゥニちく、ロシア語: Мартунинский район, アルメニア語: Մարտունու շրջան, アゼルバイジャン語: Мартуни рајону）はアゼルバイジャン・ソビエト社会主義共和国領ナゴルノ・カラバフ自治州に1930年から1991年まで存在した地区。

## 沿革
1930年8月8日に設置。1991年の「ナゴルノ・カラバフ共和国」成立に伴いアルメニア人勢力はここをその行政区画「マルトゥニ地区」としたが、一方のアゼルバイジャン最高会議 (ru) は同年11月26日の自治州解体に伴いマルトゥニ地区を「ホジャヴェンド県」と改称することを決定した (s:az)。2020年の第二次ナゴルノ・カラバフ戦争によりアゼルバイジャン軍が南半分を占領し、占領地はそのままアゼルバイジャン領に復帰した。

## 人口推移
地区の民族別人口は以下のように推移している。
- 総人口
- アルメニア人
- アゼルバイジャン人
- ロシア人

## 行政区分
1977年の時点で、地区にはマルトゥニ、クラスヌィー・バザールの2町と38の村、そしてそれらを管轄する2つの集落ソビエトと16の村ソビエトが存在した。以下はその一部。
- マルトゥニ集落ソビエト
  - マルトゥニ（ロシア語版）
  - アミランラル（アゼルバイジャン語版）[4]
- クラスヌィー・バザール集落ソビエト
  - クラスヌィー・バザール（ロシア語版）
  - スフトラシェン（アルメニア語版）[5]
  - シェフェク[6]
- アシャン村ソビエト
  - アシャン（アゼルバイジャン語版）[7]
- ガヴァハン村ソビエト
  - ガヴァハン（アゼルバイジャン語版）[8]
- ゲルゲル村ソビエト
  - ゲルゲル（アゼルバイジャン語版）[9]
  - ザヴァドゥイフ（英語版）[10]
- ギュネイカレル村ソビエト
  - ギュネイカレル（アゼルバイジャン語版）[11]
  - ギュゼイカレル（アゼルバイジャン語版）[11]
  - ギュゼイチャルタル（ロシア語版）[11]
  - ギュネイチャルタル（ロシア語版）[12]
- カラケンド村ソビエト
  - カラケンド（ロシア語版）[13]
  - エミシュジャン（アルメニア語版）[14]
- カガルツィ村ソビエト
  - カガルツィ（英語版）[15]
- ケンドフルド村ソビエト
  - ケンドフルド（アゼルバイジャン語版）[16]

- ケルト村ソビエト
  - ケルト（アゼルバイジャン語版）[13]
- コルホーザシェン村ソビエト
  - コルホーザシェン（アゼルバイジャン語版）[17]
- ミルシェン村ソビエト
  - ミルシェン（アゼルバイジャン語版）[18]
  - アヴドゥル（アゼルバイジャン語版）[19]
- ンンギ村ソビエト
  - ンンギ（アゼルバイジャン語版）[20]
  - ンンギ（アゼルバイジャン語版）[20]
- ノルシェン村ソビエト
  - ノルシェン（アゼルバイジャン語版）[20]
  - ンンギ（アゼルバイジャン語版）[20]
  - ガツィ（アゼルバイジャン語版）[21]
- サルキサシェン村ソビエト
  - ンンギ（アゼルバイジャン語版）[20]
  - サルキサシェン（アゼルバイジャン語版）[22]
  - ンンギ（アゼルバイジャン語版）[20]
  - ザルダハチュ（アゼルバイジャン語版）[23]
  - タガヴァルド（ロシア語版）[5]
- ソス村ソビエト
  - ソス（ロシア語版）[22]
  - ンンギ（アゼルバイジャン語版）[20]
  - カラウンジュ (hy)[24]
- スピタクシェン村ソビエト
  - スピタクシェン（ロシア語版）[22]
- ティシン村ソビエト
  - ギシ（アゼルバイジャン語版）[9]
  - ンンギ（アゼルバイジャン語版）[20]
  - フヌシャナク（英語版）[6]